# Ernst Ludwig Gerber
Ernst Ludwig Gerber (ur. 29 września 1746 w Sondershausen, zm. 30 czerwca 1819 tamże) – niemiecki leksykograf, organista i kompozytor.

## Życiorys
Syn kompozytora i organisty Heinricha Nikolausa Gerbera, od którego otrzymał podstawy wykształcenia muzycznego. Studiował prawo na Uniwersytecie w Lipsku. Grał na wiolonczeli i klawesynie. W 1769 roku został asystentem ojca, a w 1775 roku jego następcą na stanowisku nadwornego organisty w Sondershausen. Bywał w wielu miastach niemieckich, m.in. Lipsku, Weimarze i Kassel. Początkowo zbierał portrety sławnych muzyków i opatrywał je notami biograficznymi, dzięki kwerendzie bibliotecznej, korespondencji i podróżom stopniowo zgromadził także obszerne materiały biograficzne, dzięki którym wydał dwutomowy słownik Historisch-biographisches Lexicon der Tonkünstler (Lipsk 1790–1792). Dzieło to, pomyślane początkowo jako kontynuacja Musicalisches Lexicon Johanna Gottfrieda Walthera, zostało przychylnie przyjęte przez krytykę i ostatecznie zostało zrewidowane i poszerzone przez autora do 4-tomowego Neues Historisch-biographisches Lexikon der Tonkünstler (Lipsk 1812–1814). Zbiory muzyczne Gerbera zostały w 1815 roku zakupione przez Gesellschaft der Musikfreunde w Wiedniu.
Komponował sonaty fortepianowe, preludia organowe i marsze na orkiestrę dętą.